# Petschili
Die Petschili war eine Stahl-Viermastbark der Reederei F. Laeisz aus Hamburg. Sie lief 1903 vom Stapel und wurde 1919 durch einen Sturm am Ankerplatz in Valparaíso zerstört.

## Geschichte
Die Petschili, benannt nach der damals gleichnamigen Bucht und Provinz in China (bis 1928 Petschili, chin. 北直隸 (Běizhílì) = Nord-Zhili), war eine typische Laeisz-Viermastbark, ein gut gelungenes Schiff, stark gebaut und schnell gegen die Stürme des Südatlantiks für die Reisen um Kap Hoorn. Aus Stahl als Dreiinselschiff nach bereits bewährten Plänen (siehe Placilla) als erste bei Blohm & Voss gefertigte Viermastbark wurde sie seit 1903 in der Salpeterfahrt eingesetzt. Sie hatte wie die im selben Jahr bei Tecklenborg gebaute Pangani kein direktes Schwesterschiff. Unter Kapitän Carl M. Prützmann machte sie drei sogenannte Rundreisen nach Chile und zurück nach Europa, stets unter 87 Tagen die Hin- bzw. Rückfahrt. Seine schnellste Fahrt brachte das Schiff unter Kapitän Prützmann 1905 in 59 Tagen vom Englischen Kanal nach Talcahuano in Chile. Laeisz wollte nicht auf seine Erfahrungen verzichten und schickte ihn  erneut zu Blohm & Voss zurück, um den Bau der Pamir zu überwachen, deren Kommando er bis 1908 übernahm. Weitere neun Rundreisen führten  die Petschili unter Kapitän A. Teschner an die Salpeterküste. Ihre 13. Fahrt (ab Hamburg 1. Mai 1914) endete im Juli 1914 in Valparaíso, da der Erste Weltkrieg inzwischen ausgebrochen war. Der Großsegler wurde interniert und lag die nächsten fünf Jahre im Hafen von Valparaíso vor Anker. Am 12. Juli 1919 brach über die Region einer der gefürchteten schweren Nordstürme (Norder, span. el nortazo – chilenischer Nordsturm) herein, der einigen Seglern wie Dampfern zum Verhängnis wurde, zum Teil mit Verlusten an Menschenleben. Nach Brechen beider Ankerketten wurde die große Viermastbark, da ohne gesetzte Segel manövrierunfähig, zwischen Fort Pudeto und dem Valparaísoer Vorort El Baron auf den Strand geworfen und ging total verloren. Bis auf den Besanmaststumpf unterhalb der Besan-Pardunen wurde die große Bark völlig entmastet und erlitt irreparable Schäden am Unterwasserschiff (Kielbruch) infolge der harten Strandung auf felsigem Grund.33°02'22" S 71°36'20" W Die verbliebene Restbesatzung konnte ohne Verlust an Menschenleben gerettet werden. Die Petschili war einer der wenigen Totalverluste der Vier- und Fünfmastrahschiffe der Reederei Laeisz (neben der Preußen (1910), Pitlochry (1913) und Pangani (1913, 30 Tote), die alle im Seegebiet des Ärmelkanals verloren gingen).

## Schiffsdaten
- Konstruktion: Stahlrumpf (genietet) als Dreiinselschiff; Stahl-Untermasten und Marsstenge ein Stück, Bramstenge
- Rigg: Standardrigg Viermastbark: doppelte Mars- und Bramrahen, Royalrahen, Besanmast als Pfahlmast mit 2 Gaffeln
- Stapellauf: 3. März 1903
- Jungfernfahrt: 15. Juni 1903 nach Valparaíso
- Anzahl der Decks: zwei durchgehende Stahldecks, dazu Poop mit Hochdeck (Mittschiffsinsel) und Back; oberstes Deck mit Teakholz
- Mastfolge: Fockmast, Großmast, Kreuzmast und Besanmast
- Unterscheidungssignal: RMVJ
- Bauwerft: Blohm & Voss, Hamburg, Baunummer 165
- Reederei: F. Laeisz, Hamburg
- weitere Reedereien: --
- Heimathafen: Hamburg
- weitere Namen: --
- Galionsfigur: nein, Krulle (Volute)
- Länge über alles (Lüa): 115,63 m
- Rumpflänge (Galion-Heck): 105,09 m
- Länge auf Deck: 98,07 m
- Länge zwischen den Loten (LzL, LPP): 96,01 m
- Breite: 14,40 m
- Raumtiefe: 7,9 m
- Seitenhöhe: 8,67 m
- Tiefgang: 6,91/7,24 m
- Vermessung: 3.087 BRT, 2.855 NRT
- Verdrängung: ~6.520 t (Schiffsmasse ~1.850 t und Ladung 4.670 t) mit 500 t Wasserballast
- Ladekapazität/Tragfähigkeit: 4.674 t/4.600 ts (1 ton = 1,016 t)
- Segelfläche: 4.010 m² (34 (31) Segel: 18 Rahsegel, 3 Besane, 9 (6) Stagsegel + 4 Vorsegel)
- Masthöhe: 58 m (Flaggenknopf – Kiel); 51 m (Flaggenknopf – Deck); 53,7 m über Wasserlinie
- Hilfsmaschine: keine
- Baukosten: ca. 660.000 Mark
- Klassifikation: Lloyd’s +100A
- Erster Schiffsführer: Carl Matthias Prützmann (1903–1905)
- weitere Kapitäne: August Teschner (1905–1914); 1914–1919 interniert
- Besatzung: 33 Mann (Kapitän, 3 Offiziere, 29 Seeleute)
- Höchstgeschwindigkeit: 17,8 kn
- Bestes Etmal: ~360 sm 1905
- Besonderheiten: Rekordreise Kanal-Talcahuano (220 sm südlich von Valparaíso) 1905 in 59 Tagen
- Schwesterschiff: kein direktes